# 约翰·布雷肯里奇
约翰·布雷肯里奇（英語：John Breckinridge，1760年12月2日—1806年12月14日），美国政治家，美国民主-共和党成员。
1793年-1797年，任肯塔基州司法部長；1799年-1800年，任肯塔基州眾議院議長；1801年-1805年，任美国参议員；1805年-1806年，任美国司法部长。
1798年他支持湯瑪斯·傑斐遜起草的《肯塔基州決議》以對抗、譴責聯邦通過的《客籍法和鎮壓叛亂法》。
肯塔基州議會於當年11月16日通過《肯塔基州決議》。